# Nancy Ward

Detta porträtt av en okänd kvinna från 1836 har ofta utpekats som ett porträtt av Nancy Ward.

Nancy Ward, egentligen Nanyehi, född 1738, död 1822, var en Ghigau ur Cherokee-stammen, det vill säga en kvinnlig rådsmedlem i hövdingarådet. Hon är berömd för sina tjänster som diplomat och fredsförhandlare i relationen mellan Cherokeeindianerna och de vita nybyggarna och bedrev en fredlig samförståndspolitik. Hon är också känd som reformator, då hon introducerade jordbruk och tillverkning av mjölkprodukter hos cherokeerna.